# Bernd Weidenmann
Bernd Weidenmann (* 22. Januar 1945 in Tuttlingen) ist emeritierter Professor für Pädagogische Psychologie an der Universität der Bundeswehr München.

## Werdegang
Nach dem Abitur 1964 studierte Bernd Weidenmann Psychologie an der Universität Freiburg im Breisgau, wo er 1969 das Diplom erhielt. Er promovierte zum Abschluss des Zweitstudiums 1978 in Pädagogik an der LMU München – Thema „Lehrerangst“. Weidenmann habilitierte sich 1988 an der Universität Augsburg über das Thema „Psychische Prozesse beim Verstehen von Bildern“.  Seit 2010 ist Weidenmann im Ruhestand. Weidenmann ist seit 1983 verheiratet und Vater einer Tochter.

## Leistungen
Von 1988 bis 2010 hat Bernd Weidenmann als Hochschullehrer für Pädagogische Psychologie an der Universität der Bundeswehr in München gearbeitet. Inhaltliche Arbeitsschwerpunkte lagen in DFG- und EU-Forschungsprojekten, über die er vor allem das Lernen mit Bildern und neuen Medien untersuchte. Daneben ist er in der Erwachsenenbildung als Experte für Train-the-Trainer bekannt geworden.
Darüber hinaus war er Geschäftsführer des „Instituts für wissenschaftliche Lehrmethoden J.-U. Martens“ in München von 1969 bis 1973 und
Cheflektor für die Programme Psychologie und Pädagogik im Verlag Urban und Schwarzenberg München von 1978 bis 1982.

## Veröffentlichungen (Auswahl)
- Psychische Prozesse beim Verstehen von Bildern. Bern 1988.
- Lernen mit Bildmedien: Psychologische und didaktische Grundlagen. Beltz, Weinheim 1991.
- Handbuch Active Training. 2. Auflage. Weinheim 2006.
- Handbuch Kreativität. Weinheim 2010.
- Erfolgreiche Kurse und Seminare. 8. Auflage. Weinheim 2011.
- Update für Trainer. Bonn 2011.